# 宇部市中央卸売市場
宇部市中央卸売市場（うべしちゅうおうおろしうりしじょう、Ube City Wholesale Market）は山口県宇部市西平原にある中央卸売市場。
宇部市が設置し、産業経済部に属する。野菜・果実およびこれらの加工品等を取り扱っている。
国道190号（厚東川バイパス）の南に位置しており、周辺は卸売業者が集積する地区となっている。

## 沿革
- 1969年（昭和44年）3月 - 市場位置決定告示。
- 1972年（昭和47年）10月 - 市場建設工事完成。
- 1972年（昭和47年）11月8日 - 宇部市中央卸売市場開設許可。
- 1972年（昭和47年）11月20日 - 業務開始。
- 1981年（昭和56年）3月 - 搬送車駐車場完成。
- 1994年（平成6年）3月 - 買荷保管積込所完成。

## 事業者
卸売業者
- 宇部大同青果
- 双葉

仲卸業者
- 宇部青果仲卸協同組合
- 宇部中央市場青果卸協同組合

売買参加者
- 宇部青果物商業協同組合
- 宇部果実商業組合

関連事業者
- 宇部中央卸売市場関連事業者共栄会

## 年間取扱量
宇部市中央卸売市場平成21年度年報による。

### 取扱金額
- 9,172,190,559円
  - 野菜 - 6,447,998,604円
  - 果実 - 2,724,191,955円

### 取扱数量
- 41,351,403 kg
  - 野菜 - 31,509,583 kg
  - 果実 - 9,841,820 kg

## 施設
- 敷地面積 - 63,556m2
- 駐車場 - 20,801m2（595台）
- 市場延床面積計 - 15,235m2
  - 卸売場 - 3,158m2
  - 倉庫 - 1,300m2
  - 関連商品店舗 - 1,590m2
  - 買荷保管積込所 - 1,000m2
  - 管理事務所 - 301m2
  - 業者事務所 - 858m2
  - 守衛事務所 - 28m2
  - 電気・機械室 - 65m2
  - 便所 - 186m2
  - 自転車置場 - 80m2
  - 搬送車駐車場 - 250m2
  - その他 - 575m2